# 會寧府
会宁府，金朝时设置的府。

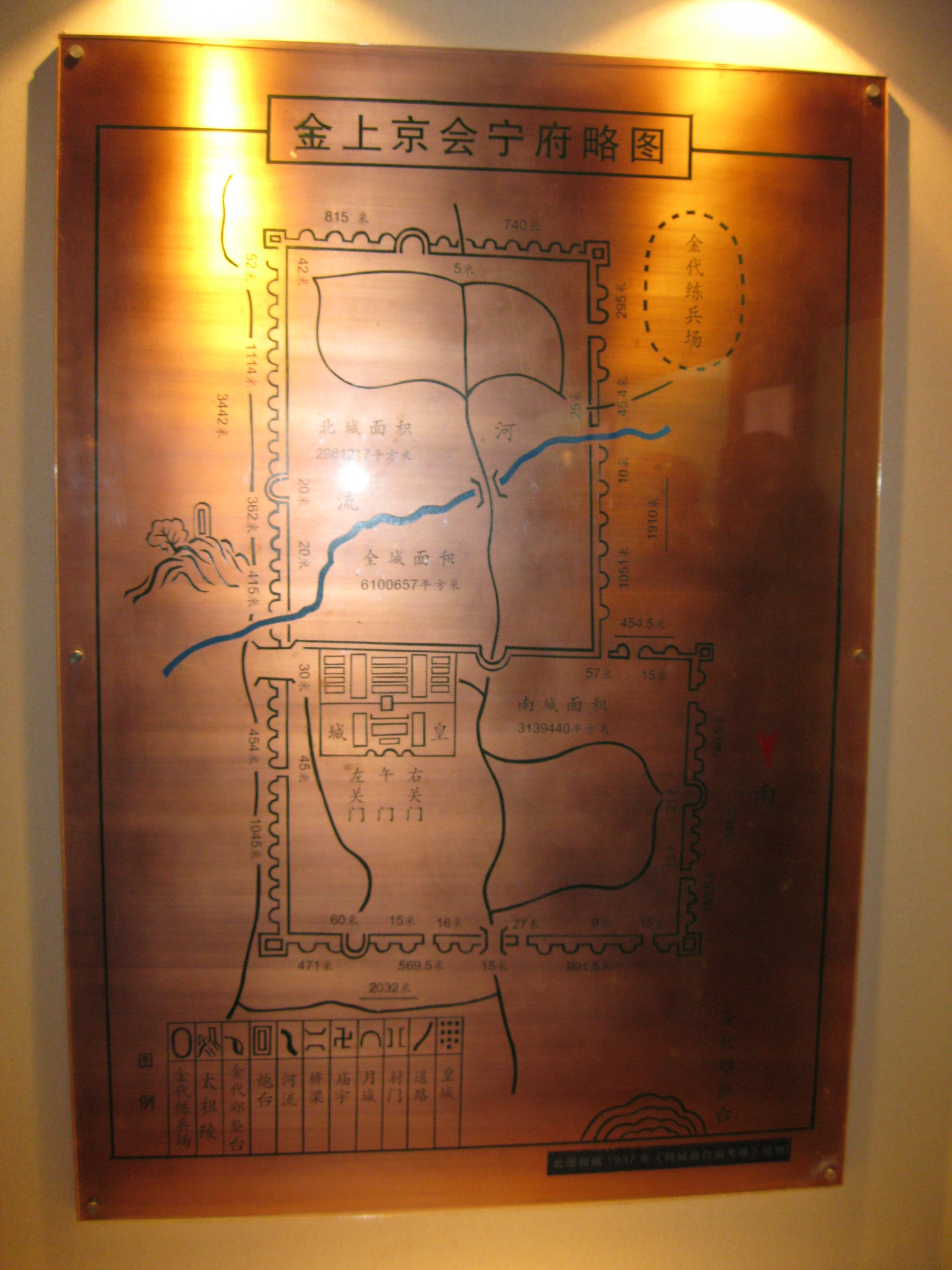

金太宗时升会宁州置，治所在会宁县（今黑龙江省哈尔滨市阿城区南白城）。为金都。辖境约当今松花江以南以东，牡丹江、老爷岭以西及长白山以北地区。
天眷元年（1138年）加号上京，完顏亮贞元元年（1153年）迁都燕京，不久削除上京称号，宮殿被毀。
公元12世纪，征服漢地北部的金帝國將數以十萬計的漢族人遷至上京地區，以充實金源內地，於是松花江以北、嫩江流域及張廣才嶺以東等遼東以外的地區都有漢族人聚居，例如會寧府半數以上的居民是漢族人。
金世宗大定十三年（1173年）恢复。金末，地入蒙古帝國，府废。

## 长官
会宁牧
- 完顏奭（1138年—1140年）
- 裴满达（1141年—1143年）
- 徒单恭（1144年）
- 完颜宗敏（1145年—1146年）
- 唐括辩（1148年—1149年）
- 完顏兖（1149年）
- 完顏昂（1149年）
- 完顏乌禄（1150年）
- 徒单恭（1151年）

会宁尹、上京留守兼本路兵马都总管
- 完顏晏（1153年—1157年）
- 完颜郑家（1158年—1159年）
- 完颜蒲速赉（1160年—1161年）
- 耨盌溫敦兀帶（1163年—1165年）
- 完顏彀英（1173年—1175年）
- 完颜守贞（1179年—1180年）
- 完颜乌里也（1181年—1182年）
- 蒲察通（1183年—1185年）
- 粘割斡特剌（1188年—1191年）
- 完颜齐（1195年—1197年）
- 粘割斡特剌（1197年）
- 徒单鎰（1198年—1200年）
- 徒单鎰（1211年）
- 蒲察五斤（1214年—1218年）[2]